# Three Fourths Home
Three Fourths Home est un jeu vidéo de type fiction interactive développé et édité par Bracket Games, sorti en 2015 sur Windows, Mac, Linux, PlayStation 4, Xbox One et PlayStation Vita.

## Accueil

### Critique
- GameSpot : 8/10[1]

### Récompenses
Three Fourths Home a été nommé dans la catégorie Excellence en narration lors de l'Independent Games Festival 2015.